# Alessio Figalli
Alessio Figalli (tiếng Ý phát âm là: [fi.'gal.li]; sinh ngày 2 tháng 4 năm 1984) là một nhà toán học người Ý làm việc chủ yếu về phép tính biến phân và phương trình đạo hàm riêng.
Anh đã được trao giải Prix và Cours Peccot vào năm 2012, Giải EMS vào năm 2012, Huy chương Stampacchia năm 2015, Giải Feltrinelli năm 2017 và Huy chương Fields năm 2018. Anh đã được mời làm diễn giả tại Đại hội các nhà toán học quốc tế năm 2014. Năm 2016, anh còn được trao một khoản trợ cấp ERC, và vào năm 2018 anh đã giành được Huy chương Fields cho các nghiên cứu của mình về vận chuyển tối ưu.

## Tiểu sử
Figalli nhận bằng thạc sĩ về toán học từ các trường đại học Università di Pisa và Scuola Normale Superiore di Pisa năm 2006, và lấy bằng tiến sĩ năm 2007 dưới sự hướng dẫn của Luigi Ambrosio tại Scuola Normale Superiore di Pisa và Cédric Villani tại École Normale Supérieure de Lyon. Năm 2007, anh được bổ nhiệm làm Giám đốc tại Trung tâm Nghiên cứu Khoa học Quốc gia Pháp, năm 2008 anh đã đi đến École polytechnique như Professeur Hadamard. Năm 2009, anh chuyển đến Đại học Texas tại Austin với tư cách Phó Giáo sư. Sau đó, anh trở thành giáo sư đầy đủ vào năm 2011, và chủ tịch R. L. Moore vào năm 2013. Từ năm 2016, anh là giáo sư chủ trì tại ETH Zürich.
Trong số nhiều công nhận của mình, Figalli đã giành được giải thưởng EMS vào năm 2012, anh đã được trao giải Peccot-Vimont 2011 và Cours Peccot 2012 của Collège de France và được bổ nhiệm làm Giảng viên Nachdiplom vào năm 2014 tại ETH Zürich. Anh đã giành được ấn bản năm 2015 của Stampacchia Medal, và ấn bản năm 2017 của Giải thưởng Feltrinelli cho môn toán. Năm 2018, anh giành được Huy chương Fields